# La Voce della Grecia
La Voce della Grecia (in greco: Η Φωνή της Ελλάδας, Ī fōnī tīs Elladas) è il servizio per l'estero della radiotelevisione greca. Prima della chiusura dell'ERT nel 2013 era considerata il quinto programma della radio greca e quindi portava anche il nome di "ERA 5".
Le trasmissioni sono effettuate in greco, albanese, arabo, inglese, polacco, rumeno, russo, serbo, spagnolo. Il 31 marzo 2022 la diffusione su onde corte sarebbe dovuta essere stata interrotta, ma è stata prorogata per due mesi, su richiesta del ministero della difesa greco.

## Trasmissioni in lingua italiana
Dal 2015 fino a fine 2016, la radio trasmetteva un notiziario in italiano della durata di 5 minuti, dal lunedì al venerdì, alle 7:45 e alle 12:00 UTC sui 9 420 kHz. Dal 2017 il servizio è stato disattivato.
Oggi il servizio radiofonico in lingua italiana in Grecia è fornito dalla web-radio Radio Atene, membro associato della Comunità radiotelevisiva italofona.